# Nicolas Hoffmann
Nicolas Hoffmann (* 1940) ist ein deutscher psychologischer Psychotherapeut, Autor und Dozent.

## Ausbildung
Nicolas Hoffmann studierte in Wien und Berlin Psychologie und wurde anschließend Psychologischer Psychotherapeut. Er promovierte zum Dr. phil. und übernahm eine Dozentur am Lehrinstitut für Verhaltenstherapie e.V., Berlin, dessen Gründungsvorsitzender er war.

## Werk
In akuten Krisen plädiert Hoffmann für ein kleinschrittiges Vorgehen zur Überwindung. Er schlägt vor, die Krise realistisch zu betrachten und nach und nach Maßnahmen zu ergreifen, die zu einer höheren Selbstwirksamkeit führen.

## Publikationen
Hoffmann veröffentlichte eine Reihe von Ratgebern und Fachbüchern, u. a.:
- Schritt für Schritt aus der Krise. Handeln statt durchhängen: Wie Sie in 12 Schritten ihr Tief überwinden. Trias ISBN 3-893735968
- mit K. E. Gerbis: Gesprächsführung in psychologischer Therapie und Beratung. Müller, Salzburg 1981.
- Wenn Zwänge das Leben einengen. PAL Verlag 1998
- Zwänge und Depressionen. Springer 1998
- Psychotherapie der Depression. Thieme 2000
- Wie man wird, was man schon immer sein wollte. Kreuz 2000